# Tavernes
Tavernes este o comună în departamentul Var din sud-estul Franței. În 2009 avea o populație de 1.199 de locuitori.

## Evoluția populației
| An        | 1975 | 1982 | 1990 | 1999 | 2006 | 2009  |
| --------- | ---- | ---- | ---- | ---- | ---- | ----- |
| Populație | 427  | 483  | 628  | 739  | 974  | 1.199 |